# HUSKING BEE (アルバム)
『HUSKING BEE』（ハスキング・ビー）は2005年に解散した同名の日本のバンド、ハスキング・ビーのトリビュート・アルバムである。
2007年3月21日にトイズファクトリーよりリリース。

## 収録曲
1. HB EARLY TRACKS / LOW IQ 01（2:14）
2. ANCHOR / MARS EURYTHMICS（3:06）
アルバム『GRIP』収録
3. 8.6 / toe + 土岐麻子（2:39）
アルバム『GRIP』収録
4. WALK / Ken Yokoyama（1:57）
アルバム『GRIP』収録
5. SHARE THE JOY OF OUR TOUR / WATER CLOSET（2:51）
アルバム『GRIP』収録
6. SUN MYSELF / BRAHMAN（2:46）
アルバム『PUT ON FRESH PAINT』収録
7. A SINGLE WORD / FINE LINES（4:21）
1stシングル。事実上のセルフカバー
8. 欠けボタンの浜 / ASIAN KUNG-FU GENERATION（3:50）
アルバム『FOUR COLOR PROBLEM』収録
9. BY CHANCE / BEAT CRUSADERS（3:59）
アルバム『FOUR COLOR PROBLEM』収録
10. STILL IN THE SAME PLACE? / WOWW（4:23）
シングル「THE SUN AND THE MOON」収録
11. THE SUN AND THE MOON / OVERGROUND ACOUSTIC UNDERGROUND（4:47）
2ndシングル
12. 後に跡 / YOUR SONG IS GOOD（3:58）
シングル「THE SUN AND THE MOON」収録
13. The steady-state theory / ハナレグミ（4:31）
アルバム『the steady-state theory』収録
14. オーバーラップワルツ / MONGOL800（5:55）
アルバム『the steady-state theory』収録
15. 新利の風 / BACK DROP BOMB（5:41）
3rdシングル
16. ロバの口真似 / ASPARAGUS（4:37）
アルバム「variandante」収録
17. 雲のいびき / クラムボン（4:26）
アルバム『variandante』収録

全曲、作詞:磯部正文、作曲:HUSKING BEE